# كاي بولسين
كاي بولسين هو مصور وصحفي نرويجي، ولد في 1947، وتوفي في 28 مايو 2002.